# Yamaha XS 250
Die Yamaha XS 250 war ein Motorradmodell des japanischen Motorradherstellers Yamaha.

## Modellhistorie
Die XS 250 wurde nur von 1977 bis 1980 produziert. Das Motorrad wurde zur gleichen Zeit mit mehr Hubraum als Yamaha XS 360 und  XS 400 angeboten.

## Technik
Der Zweizylinder-Viertakt-Motor leistet 12,5 kW/17 PS. Der Hubraum beträgt 245 cm³. Der Motor hat zwei Ventile pro Zylinder, die Kurbelwelle ist dreifach gelagert. Über ein 6-Gang-Getriebe wird das Moment durch eine Rollenkette zum Hinterrad übertragen. Die Höchstgeschwindigkeit liegt bei 110 km/h. Vorne federt eine Telegabel mit 33 mm Standrohrdurchmesser; der Federweg beträgt 140 mm. Hinten verrichtet eine Schwinge mit 2 Federbeinen ihren Dienst; der Federweg ist 80 mm. Bei einem zulässigen Gesamtgewicht von 375 kg (Leergewicht 182 kg) ergibt sich eine Zuladung von 193 kg.

## Fahrleistungen und Verbrauch
17 PS und ein Gewicht von 182 kg lassen keine Höchstwerte erwarten. Die Beschleunigung von 0–100 km/h dauert 19 Sekunden, im Soziusbetrieb fährt die XS 250 kaum schneller als 100 km/h. Bei einem Verbrauch von bis zu 5,5 l beträgt die Reichweite knapp 200 km.